# Castle Rock (Garrison)
Castle Rock es una casa en Garrison, en el estado de Nueva York (Estados Unidos). Fue la propiedad del expresidente del Ferrocarril Central de Illinois , William H. Osborn, Se asienta en la colina de Garrison, mirando hacia el río Hudson que está 190 metros abajo. Visible desde West Point al otro lado del río y el tráfico en NY 9D pasando por Garrison, se ha convertido en uno de los hitos más reconocibles creados por el hombre en las Tierras Altas de Hudson. 
La familia Osborn, incluido el paleontólogo Henry Fairfield Osborn y su hijo, el conservacionista Henry Fairfield Osborn, Jr., ha sido propietario y vivido en él desde que fue construido por J. Morgan Slade en 1881 como residencia de verano, aunque la superficie original se ha subdividido considerablemente. Desde entonces. En 1977 fue incluido en el Registro Nacional de Lugares Históricos. La mayor parte de la tierra restante está ahora abierta al público para practicar senderismo.

## Propiedad
La casa principal de piedra tosca, similar a un castillo, está construida alrededor de un bloque principal con una torre redonda de techo cónico. Los porches y las terrazas se proyectan desde muchos lados de la casa para aprovechar las vistas del río y las montañas de la zona. El techo es de pizarra roja consistente, con buhardillas de diferentes formas y tamaños esparcidas por todas partes. Un frontón hacia el este utiliza piedra labrada, en contraste con el resto del edificio. Más tarde se añadió un ala norte con biblioteca y dormitorios adicionales. Cuatro chimeneas interiores se encuentran dentro de la mansión. En 2010, se completó un extenso trabajo de restauración histórica para reparar todo el techo de pizarra, la torre, las buhardillas y las chimeneas.
Hay varias dependencias y otras estructuras en la propiedad original que se incluyen como propiedades contribuidoras. Al noreste, en la cima de la montaña, se encuentra Woodsome Lodge, una cabaña de madera rústica con sus propias vistas de las Tierras Altas. El tanque de agua de madera de la finca alimentado por manantiales también está cerca. Se añadió un puente de arco de piedra al mismo tiempo que el ala de la biblioteca. La piedra también se usó para una puerta de entrada a lo largo del camino sinuoso que conduce a la casa desde Cat Rock Road (NY 403). 
También se incluyen los edificios anteriores a la propiedad. Es una casa de dos pisos y medio conocida localmente como Wing & Wing, y fue construida algunos años antes de que se expandiera a una cabaña contemporánea en 1858. Está cerca de la Ruta 9D en los prados abiertos entre la carretera y la colina. También hay un complejo de granero y granja, con una casa de tejas cercana, construida por otros propietarios a fines del siglo XIX. Más tarde se construyó una pequeña cabaña para invitados en un 9712 m² propiedad. 
Otra propiedad relacionada con la finca de Osborn, The Birches, se encuentra en la misma esquina de las rutas 9D y 403. Fue utilizado por los hijos de Osborn después de sus bodas y figura por separado en el Registro Nacional, pero no formaba parte formal del patrimonio.

## Historia
En 1855 Osborn, quien había sido uno de los oficiales de la Central de Illinois dos años antes, visitó las Tierras Altas para tomar el aire fresco y la belleza escénica de la zona. Disfrutó tanto de su visita que decidió comprar la propiedad donde ahora se encuentra Castle Rock y sus propiedades asociadas. Él y su familia pasaron los veranos en Wing y Wing hasta que el castillo se completó el año antes de que se retirara de la industria ferroviaria como presidente del ferrocarril de Chicago, San Luis y Nueva Orleans. Vivió allí hasta su muerte en 1894, dedicó su tiempo y dinero a actividades filantrópicas en Nueva York. 
Fue heredado por su hijo Henry Fairfield Osborn. Dado que estaba destinado a ser una casa de retiro, era necesario ampliarlo para acomodar a la esposa y la familia del joven Osborn. El ala de la biblioteca se añadió en 1906; la mayoría de los artículos paleontológicos de Osborn se escribieron en Castle Rock. 
Osborn también hizo otras mejoras a la propiedad, incluido Woodsome Lodge y otras alas que duplicaron el tamaño del castillo original. La mayoría de ellos simpatizaban arquitectónicamente con el diseño original de Slade, y desde entonces ha habido pocos cambios. En 1974, William Henry Osborn II, uno de los hijos menores de Henry Fairfield, donó la parte sur de la propiedad, que incluye Sugarloaf Hill, al Consejo de Parques Estatales para su eventual inclusión en el Parque Estatal Hudson Highlands. A fines de la década de 1970, después de que la propiedad fuera incluida en el Registro, el Departamento de Conservación Ambiental de Nueva York compró 52 ha de la antigua finca, incluidos los prados a lo largo de la Ruta 9D, y la abrió al público como el Área Única de Castle Rock. Las rutas de senderismo ahora lo atraviesan y suben la montaña; sin embargo, la propiedad de la casa sigue siendo privada.